# Midas Racing Services
Midas Racing Services war ein britischer Hersteller von Automobilen.

## Vorgeschichte
Rob Bicknell entwarf 1993 in seinem Unternehmen RBM Motorsport einen Rennsportwagen. Im gleichen Jahr ging dort das Fahrzeug in der Rennausführung in Produktion.

## Unternehmensgeschichte
Für die Version mit Straßenzulassung gründete er 1993 ein eigenes Unternehmen in Little Staughton in der Grafschaft Bedfordshire. Er begann mit der Produktion von Automobilen und Kits. Der Markenname lautete RBM. 1996 endete die Produktion. Insgesamt entstanden etwa 15 Exemplare.
Brace Engineering von 1998 bis 2000 sowie Pulsar Sportscars von 2004 bis 2005 setzten die Produktion fort, wobei der Markenname nicht überliefert ist. Seit 2005 stellt Stuart Taylor Motorsport das Fahrzeug her, woran Phil Alcock beteiligt ist.

## Fahrzeuge
Das Modell 931 war der Rennwagen und der 942 die Ausführung mit Straßenzulassung. Die Basis bildete ein Spaceframe-Rohrrahmen. Darauf wurde eine offene Karosserie aus Fiberglas montiert. Der Vierzylindermotor kam von Vauxhall Motors.